# Okręg środkowopomorski Kościoła Adwentystów Dnia Siódmego w RP
Okręg środkowopomorski – jeden z sześciu okręgów diecezji zachodniej Kościoła Adwentystów Dnia Siódmego w RP. Terytorialnie obejmuje zbory i grupy znajdujące się we wschodniej części województwa zachodniopomorskiego i zachodniej części województwa pomorskiego. Siedziba okręgu znajduje się w Koszalinie.
Aktualnie do okręgu środkowopomorskiego należy 4 zbory, 2 grupy oraz jedna stacja duszpasterska.
Seniorem okręgu środkowopomorskiego jest pastor Krzysztof Morozowski ze zboru w Koszalinie.

## Zbory
| Miejscowość | Jednostka         | Pastor               | Starszy zboru   |
| ----------- | ----------------- | -------------------- | --------------- |
| Koszalin    | zbór w Koszalinie | Krzysztof Morozowski | Maria Szczepara |
| Kołobrzeg   | zbór w Kołobrzegu | Krzysztof Morozowski | Marek Pająk     |
| Słupsk      | zbór w Słupsku    | Piotr Samulak        | Irena Socha     |
| Szczecinek  | zbór w Szczecinie | Piotr Samulak        | Jan Dorocki     |

## Grupy
| Miejscowość | Jednostka         | Pastor               |
| ----------- | ----------------- | -------------------- |
| Karlino     | grupa w Karlinie  | Krzysztof Morozowski |
| Świdwin     | grupa w Świdwinie | Krzysztof Morozowski |

## Stacje duszpasterskie
Dojazdowe stacje duszpasterskie, w których nabożeństwa odbywają się nieregularnie (raz lub kilka razy w miesiącu) według ogłoszenia, obejmują następujące miejscowości:
- Złocieniec - Zatonie,